# Wei Chen
Wei Chen (Nombre en inglés: Vision) (22 de febrero de 1986, Gansu), es un cantante de música pop y actor chino. 

## Biografía
Estudió música en un conservatorio de Sichuan, donde estudió canto, piano y guitarra, además musicalmente ha sido formado como cantante con el apoyo de su madre.
En octubre se reveló que se había comprometido con su novia, quien no está en la industria.

## Carrera
Wei participó en 2007 como la sensación del "Super Boy" (快乐男声), siendo además uno de los artistas más famosos de la televisión en China. 
En 2007, el Super Boy (快乐男声), Wei ha competido junto con la cantante Rujjana Utaiwan de Tailandia, donde ambos sdalieron finalistas.

## Filmografía

### Series de televisión
| Año  | Título                                    | Personaje | Notas        |
| ---- | ----------------------------------------- | --------- | ------------ |
| 2019 | Anti-Terrorism Special Forces: The Wolves | Tang Shi  | 48 episodios |

### Películas
| Año  | Título                | Personaje    | Notas                                                                              |
| ---- | --------------------- | ------------ | ---------------------------------------------------------------------------------- |
| 2019 | The Eight Hundred     | -            | junto a Wang Qianyuan, Yu Haoming, Yao Chen, Oho Ou y Zhang Youhao                 |
| 2019 | My People, My Country | Capitán Chen | junto a Huang Bo, Oho Ou, Wang Qianyuan, Liang Jing, Jiang Wu, Hu Jun y Tong Dawei |

### Apariciones en programas
| Año           | Programa                     | Notas                                       |
| ------------- | ---------------------------- | ------------------------------------------- |
| 2019-presente | Who's The Murderer: Season 5 |                                             |
| 2015-2018     | Happy Camp                   | 4 episodios - invitado                      |
| 2017, 2018    | Who's the Murderer           | (2.11, 3.3, 3.4, 3.5, 3.7, 3.12) - invitado |

## Discografía
| Lanzamiento | Título                              | China Pop Song Charts | China Pop Song Charts   |
| Lanzamiento | Título                              | Peak Weekly Position  | Song                    |
| ----------- | ----------------------------------- | --------------------- | ----------------------- |
| 2007.05.29  | "Super Boy Season 1: Wei Chen"      | —                     |                         |
| 2007.07.26  | "Shao Nian You"                     | —                     |                         |
| 2008.01.02  | "Le Tian Pai" (1st EP)              | 14                    | Yi Ge Ren Shui          |
| 2008.01.02  | "Le Tian Pai" (1st EP)              | 27                    | Boys (featuring He Jie) |
| 2008.10.29  | "Jia You! Ni You Me!" (with alan)   | 7                     | Jia You! Ni You Me!     |
| 2008.11.03  | "You Ni De Xin Fu" (with Yu Shasha) | —                     |                         |